# Trochiloleskia flava
Trochiloleskia flava là một loài ruồi trong họ Tachinidae.